# Wykap
Wykap – wypływ kroplisty, forma naturalnego wypływu wody, polegająca na skapywaniu pojedynczych kropli. Występuje zazwyczaj na wychodniach skał zbudowanych z warstw o różnej przepuszczalności.